# Doba železná na území Skotska

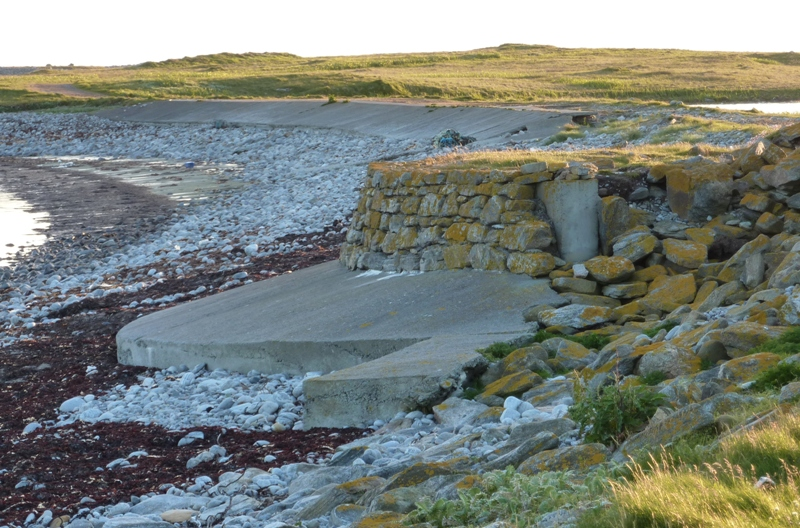
Broch Dun Vulan zobrazující betonové okolí, které jej chrání před pobřežní erozí

Doba železná na území Skotska je období pravěku datované přibližně od roku 800 př. n. l. do počátku písemných záznamů v rané křesťanské éře. S přechodem od doby bronzové k době železné lze ve Skotsku hovořit o keltské kultuře. Toto období je charakteristické pevnostmi a hospodářskými usedlostmi, přičemž nejvýraznějšími pozůstatky jsou brochy. U některých z nich výška zdí přesahuje 6,5 metru. Široce rozšířené bylo pastevní zemědělství, ale s postupem doby přibývá důkazů o pěstování obilí a zintenzivňování zemědělské činnosti. Na rozdíl od předchozích období lidského osídlení Skotska, jsou raně železné pohřební lokality relativně vzácné, ačkoliv v posledních stoletích doby železné zde vznikaly kláštery a další náboženská místa. Mezi ukázky vysoce kvalitního řemeslného zpracování z tohoto období patří Stirlingské torquesy, zatímco piktské symbolické kameny jsou ikonickými památkami pozdější doby.
Někteří odborníci považují konec doby železné za spojený s invazemi Římanů v 1. století. Velká část Skotska však zůstala mimo římský svět, a po odchodu legií se keltský způsob života typický pro dobu železnou, který byl Římany často narušován, ale nikdy zcela potlačen, znovu prosadil a přetrval po několik dalších století.

## Chronologie a zdroje
Pro dobu železnou ve Skotsku neexistuje pevně stanovená chronologie. Existuje obecný předpoklad, že zde doba železná začíná kolem roku 800 př. n. l. a pokračuje až do rané římské doby, avšak její konec je předmětem debat. Někteří archeologové používají koncept tzv. "dlouhé doby železné", která trvá až do pozdního prvního tisíciletí, kdy došlo k invazím Seveřanů, namísto invazí římské armády. Tento přístup je zvláště užitečný v kontextu Hebrid a Severních ostrovů, ale jinde se doba železná částečně překrývá s raným historickým obdobím.
Doba železná je v podstatě prehistorické období a jeho studium proto závisí především na archeologii. Radiokarbonové datování tohoto období je však problematické a chronologické posloupnosti nejsou dobře pochopeny. Neexistují žádné současné písemné záznamy od obyvatel území dnešního Skotska až do rané křesťanské éry. Některé informace však pocházejí od klasických autorů, kteří psali latinsky a starořecky.
Pýtheás z Massalie navštívil Británii pravděpodobně mezi lety 322 a 285 př. n. l. a popsal ji jako trojúhelníkovitý ostrov s nejsevernějším bodem zvaným Orcas. Římský geograf Pomponius Mela označil v 1. století n. l. Orknejské ostrovy jako Orcades, stejně jako Tacitus v roce 98 n. l., který tvrdil, že jeho tchán Agricola "objevil a podrobil si dosud neznámé Orcady". Již dříve však o ostrovech psali Pomponius Mela i Plinius starší, přičemž posledně jmenovaný zmínil také Kaledonský les.
Demetrius z Tarsu byl pověřen Římem, aby plul k ostrovům blízko Británie, pravděpodobně jako součást Agricolova tažení. Ve své zprávě, která se mohla týkat zejména Hebrid, uvedl, že tyto ostrovy jsou z velké části neobydlené, často pojmenované po duchách či hrdinech, a že obyvatelé, kteří zde žijí, jsou převážně svatí muži. Přibližně o 70 let později, mezi lety 140 a 150 n. l. vytvořil Ptolemaios mapu na základě Agricolových námořních výprav a starších průzkumů, přičemž identifikoval řadu kmenových území po celé Británii. Informace o vnitrozemí severně od Great Glenu jsou však u Ptolemaia omezené.
Pozdější piktovské období je rovněž chudé na současné místní písemné prameny. Některé informace byly však získány z letopisů uchovaných ve Walesu a Irsku a ze zdrojů sepsaných mnohem později.

## Společnost
Dobu železnou ve Skotsku charakterizuj pevnosti a hospodářské usedlosti, které podporují myšlenku na existenci znesvářených kmenů a drobných království, jak tyto skutečnosti zaznamenali Římané. Nicméně v některých obdobích obyvatelé své obranné stavby zanedbávali, což může naznačovat, že symbolická moc byla stejně důležitá jako samotné válčení. Důkazy z oblasti mezi řekami Tyne a Forth naznačují, že po dlouhou dobu zde existoval hustý vzorec neopevněných usedlostí. Doklady o násilí a konfliktu je "obtížné jednoznačně prokázat", ačkoliv mezikmenové války pravděpodobně probíhaly. Ve střední až pozdní době železné se některá opevněná sídliště výrazně rozšířila. Například pevnost Votadinů Traprain Law v East Lothianu měla ve svém největším rozsahu 40 hektarů, což odpovídá velikosti města, i když neexistují přesvědčivé důkazy o hustém osídlení ani o předřímské okupaci. Podobně ani vykopávky na místě zvaném Eildon Hill v oblasti kmene Selgovů nenaznačují významné osídlení před "římskými epizodami".
Ve Skotské vysočině nebyly nalezeny důkazy tupého poranění na lidských ostatcích, ale v jeskyni Sculptor's Cave v oblasti Moray existují důkazy o dekapitaci mečem ze 3. století n. l. Pevnosti na kopcích a oplocení osad naznačují bouřlivé časy, ale přímé doklady násilí jsou "omezené a otevřené interpretaci". Nejbohatší vykopaná komunita v Highlandech, Culduthel u Iverness, byla neopevněná, stejně jako podobné sídliště v Birnie v oblasti Moray. Vitrifikace pevnostní na kopcích (zpevnění zdí působením vysoké teploty) byla interpretována jako záměrný čin vítězů konfliktů, ale nelze vyloučit ani možnost náhodných požárů. Účel crannogů (jezerních sídlišť) mohl být obranný, ale jejich umístění by je činilo zranitelnými při útocích z vody.
Nálezy z brochu v Dun Vulanu na ostrově South Uist, který byl obýván přibližně mezi lety 150 až 50 př. n. l., vedly k diskusím o povaze života na atlantickém pobřeží během doby železné. Studie z 90. let 20. století na základě analýzy zvířecích kostí tvrdila, že existoval výrazný rozdíl mezi obyvateli brochu a lidmi v okolí, což naznačovalo hierarchické uspořádání podobné středověké anglické aristokracii a běžnému lidu. Tento závěr však byl o dva roky později zpochybněn. Zdá se, že v některých částech doby železné ve Skotsku, na rozdíl od téměř celé zaznamenané historie, neexistovala hierarchická elita. Výzkumy ukázaly, že kamenné kruhové domy s masivními zdmi mohly obývat téměř celé populace ostrovů jako je Barra nebo North Uist nebo oblast Argyllu. Osídlení doby železné ve Skotsku nebylo homogenní, ale na těchto místech nejsou důkazy o privilegované třídě žijící v hradech nebo pevnostech, o elitní kněžské vrstvě nebo o rolnících, kteří by neměli přístup k obydlím srovnatelným se střední třídou.

## Osídlení

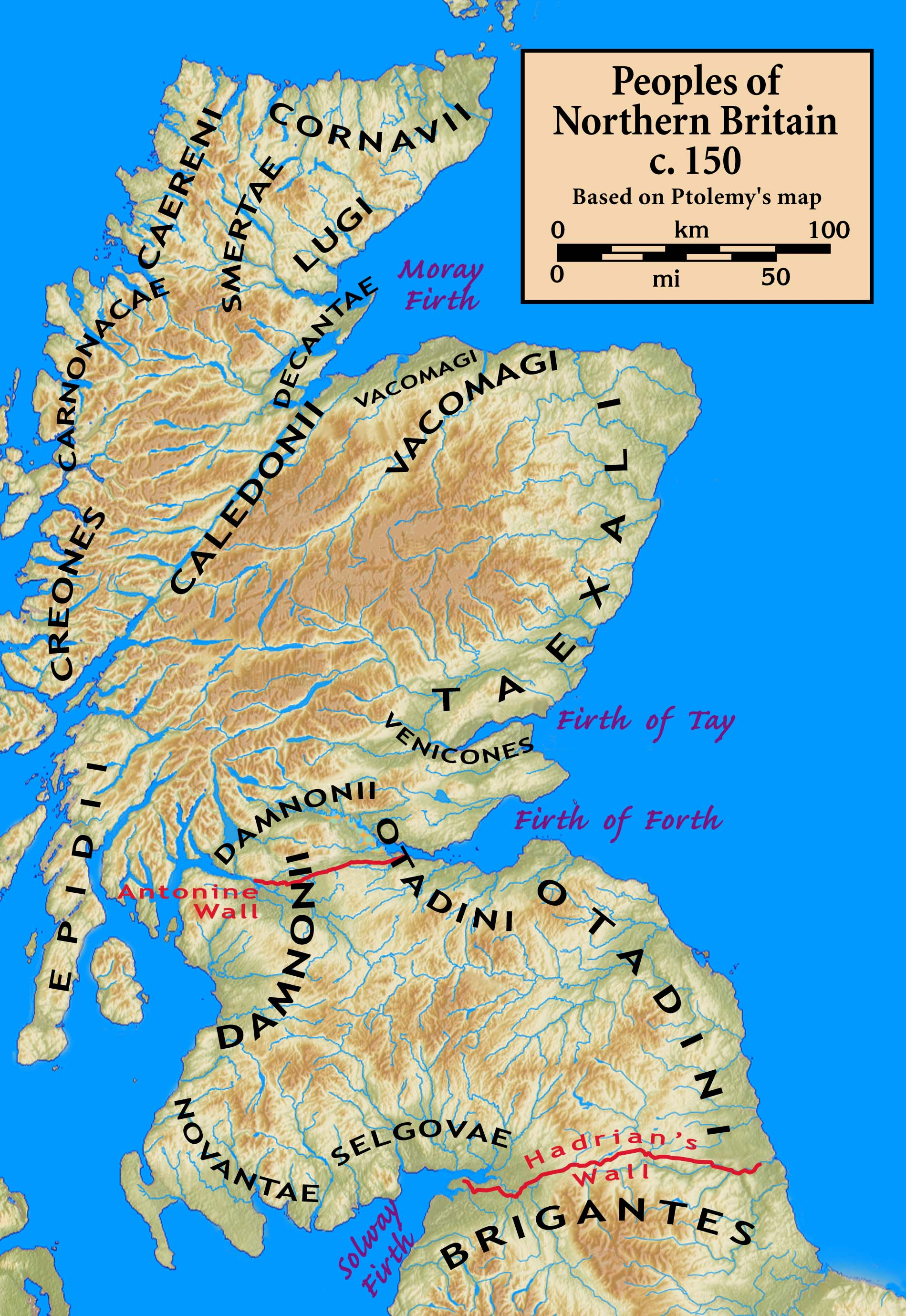
Kmeny obývající severní část Británie podle Ptolemaiovy mapy

Britonská keltská kultura a jazyk se rozšířily do jižního Skotska někdy po 8. století př. n. l. pravděpodobně prostřednictvím kulturního kontaktu spíše než masivní invazí, a následně zde vznikla drobná království. Písemné záznamy o životě ve Skotsku během doby železné však pocházejí především z římských pramenů, což znamená, že se zaměřují spíše na období římské okupace než na širší kontext.
Ptolemaiova Geografie uvádí kmeny obývající území ležící severně od úžiny Forth-Clyde, včetně Cornovii v hrabství Caithness, Caereni, Smertae, Carnonacae, Decantae, Lugi a Creones na sever od Great Glenu (Velkého údolí), Taexali na severovýchodě, Epidii v Argyllu, Venicones v hrabství Fife, Kaledonce ve Skotské vysočině a Vacomagi soustředěné poblíž údolí Strathmore. Pravděpodobně všechny tyto kultury mluvily keltským jazykem známým jako prakeltský britonský jazyk (či prabritština), ačkoliv neexistují písemné záznamy, které by to potvrdily. Mezi obyvatele jižního Skotska patřili Damnonii v údolí Clyde, Novantae v Galloway, Selgovae na jižní pobřeží a Votadini na východě.
O aliancích kmenů doby železné je známo pouze velmi málo. Přesné umístění Kaledonie není známé a její hranice pravděpodobně nebyly pevně stanovené. Název "Kaledonie" je římského původu, jak jej používali Tacitus, Ptolemaios, Plinius starší a Lucanus, ale název, kterým se Kaledonci označovali sami, zůstává neznámý. Před římskými invazemi byla politická kontrola této oblasti pravděpodobně vysoce decentralizovaná a neexistují důkazy o konkrétním kaledonském vojenském či politickém vedení. Například Tacitus nikdy nezmiňuje Calgaca jako krále nebo generála. Stejně tak neexistují informace o zahraniční politice významných vůdců obývajících pevninské Skotsko v 1. století n. l.
V Geografii je identifikováno 19 "měst" na základě informací získaných během Agricolových kampaní v 1. století. Archeologické důkazy o skutečných městských lokalitách z této doby však chybí a názvy mohly označovat hradiště nebo dočasná tržní či shromažďovací místa. Většina názvů je nejasná: Devana může být současný Banchory, Alauna (skála) na západě pravděpodobně znamená Dumbarton Rock a stejné jméno ve východní nížině může odkazovat na místo dnešního Edinburského hradu. Lindon může být Balloch na břehu Loch Lomond.
Ravennská kosmografie, která využívá římskou mapu ze 3. nebo 4. století, identifikuje čtyři loci (shromaždiště, možná trhy) v jižním Skotsku. Locus Maponi může být Lochmabenský kámen poblíž moderní Gretny, který sloužil jako shromaždiště ještě dlouho i během historického období. Další dvě místa označují shromaždiště Dammoniů a Selgovů, a čtvrté, Manavi, může být Clackmannan.

## Architektura

### Sever a západ Skotska

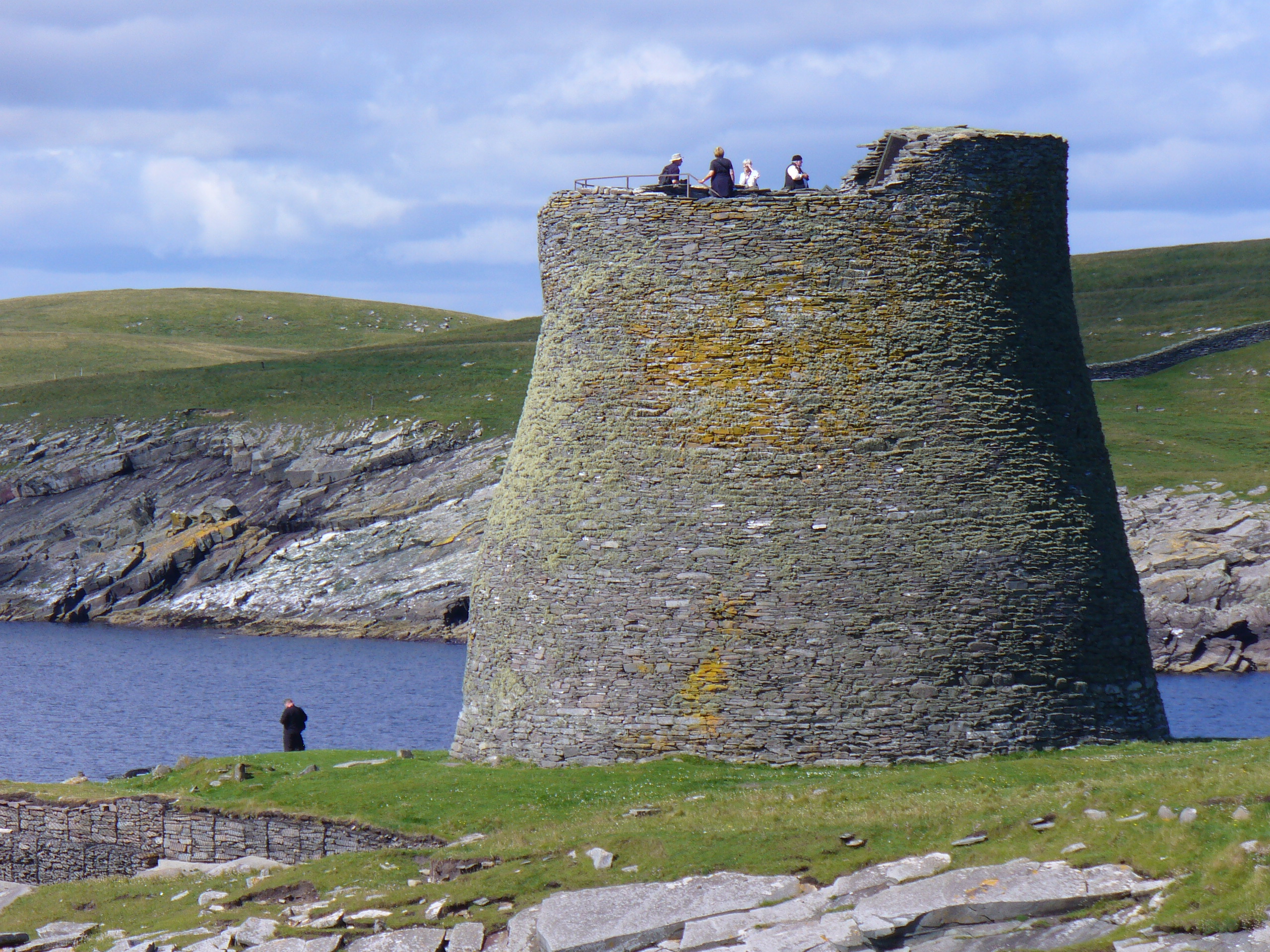
Broch Mousa, Shetlandy, c. 300 př. n. l.

Obyvatelstvo Skotska v rané době železné, a to zejména na severu a na západě, žilo v robustních kamenných stavbách nazývaných atlantické kruhové domy. Po celé zemi existují pozůstatky stovek takovýchto domů, a to od hromady trosek až po impozantní věže s přístavbami. Tyto stavby pocházejí přibližně z období 800 př. n. l. až 300 n. l., přičemž největší byly postaveny kolem 2. století př. n. l.
Největšími stavbami pocházejícími z tohoto období jsou kruhové brochy, které jsou typické svým monumentálním provedením. Ačkoliv většina dochovaných zbytků brochů má výšku pouze několik metrů, pět brochů má dosud zachované zdi, které přesahují výšku 6,5 m. Ve Skotsku je známo nejméně 100 lokalit, na kterých se nachází brochy. Navzdory rozsáhlému výzkumu zůstává účel těchto staveb i povaha společnosti, která je vytvořila, stále předmětem diskuzí.
Komorová mohyla Quanterness na Orknejích je neolitická stavba postavená více než dvě tisíciletí před dobou železnou. Při vykopávkách zde byl odhalen kruhový dům zabudovaný do mohyly, který byl datován přibližně do roku 700 př. n. l.

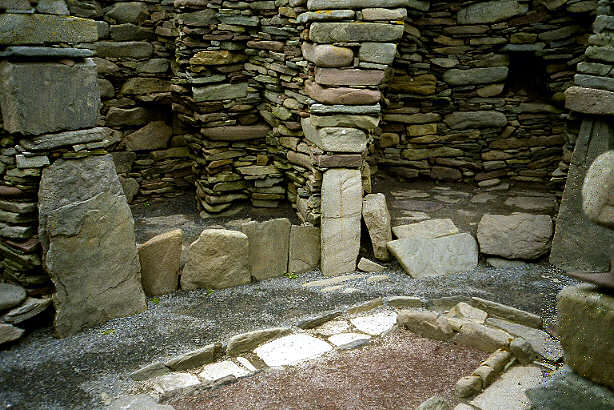
Interiér kruhového domu v Jarlshofu

Kruhové domy mají vnější kamennou zeď, uvnitř které tvoří kruh kamenných pilířů (podobných paprskům kola) základ pro příčné oblouky, které podpírají klenbu střechy s ohništěm ve středu. Asi třetina těchto domů má dvojitou zeď. Průměr těchto staveb se pohybuje od 4 do 11,5 m. Místa, která byla datována, spadají do období mezi lety 25 př. n. l. a 380 n. l. Na Severních ostrovech jsou datovány později než věžovité struktury.
Většina těchto domů byla vyhloubena do země a pouze jejich střechy pokryté došky byly viditelné nad zemí, přičemž tyto střechy měly výšku 6 a více metrů. Bylo identifikováno 62 lokalit na severních a západních ostrovech a na severním pobřeží hrabství Caithness a Sutherland. Velmi omezené geografické umístění těchto staveb naznačuje, že se mohly nacházet v nějaké politické nebo kulturní hranici. Spojení jejich vzniku a zániku s obdobím římského vlivu ve Skotsku je stále předmětem diskuze. Není známo, zda kultura, která tyto stavby postavila, byla "piktovská", ačkoliv tyto struktury by určitě Piktům byly známé.
Ve Skotsku bylo objeveno více než 400 souterrainů, z nichž se jich mnoho nachází na jihovýchodě. Ačkoliv jen málo z nich bylo datováno, u těch, které byly, se odhaduje doba vzniku na druhé nebo třetí století. Účel těchto malých podzemních struktur je stále nejasný. Obvykle se nacházejí poblíž osad (jejichž dřevěné konstrukce jsou mnohem méně zachovalé) a mohly sloužit k uchovávání zemědělských produktů snadno podléhajících zkáze.
Skotsko má také mnoho vitrifikovaných pevností, ale přesná chronologie těchto lokalit zůstává nejasná. Podrobné studie jedné z těchto pevností na Finavon Hill poblíž Forfaru v hrabství Angus, využívající různé metody, naznačují, že zničení této lokality se datuje buď do posledních dvou století př. n. l. nebo do poloviny prvního tisíciletí. Nedostatek římských artefaktů (běžně nacházených na lokalitách blízko souterrainů) naznačuje, že mnoho lokalit bylo opuštěno před příchodem římských legií.

### Lowlands

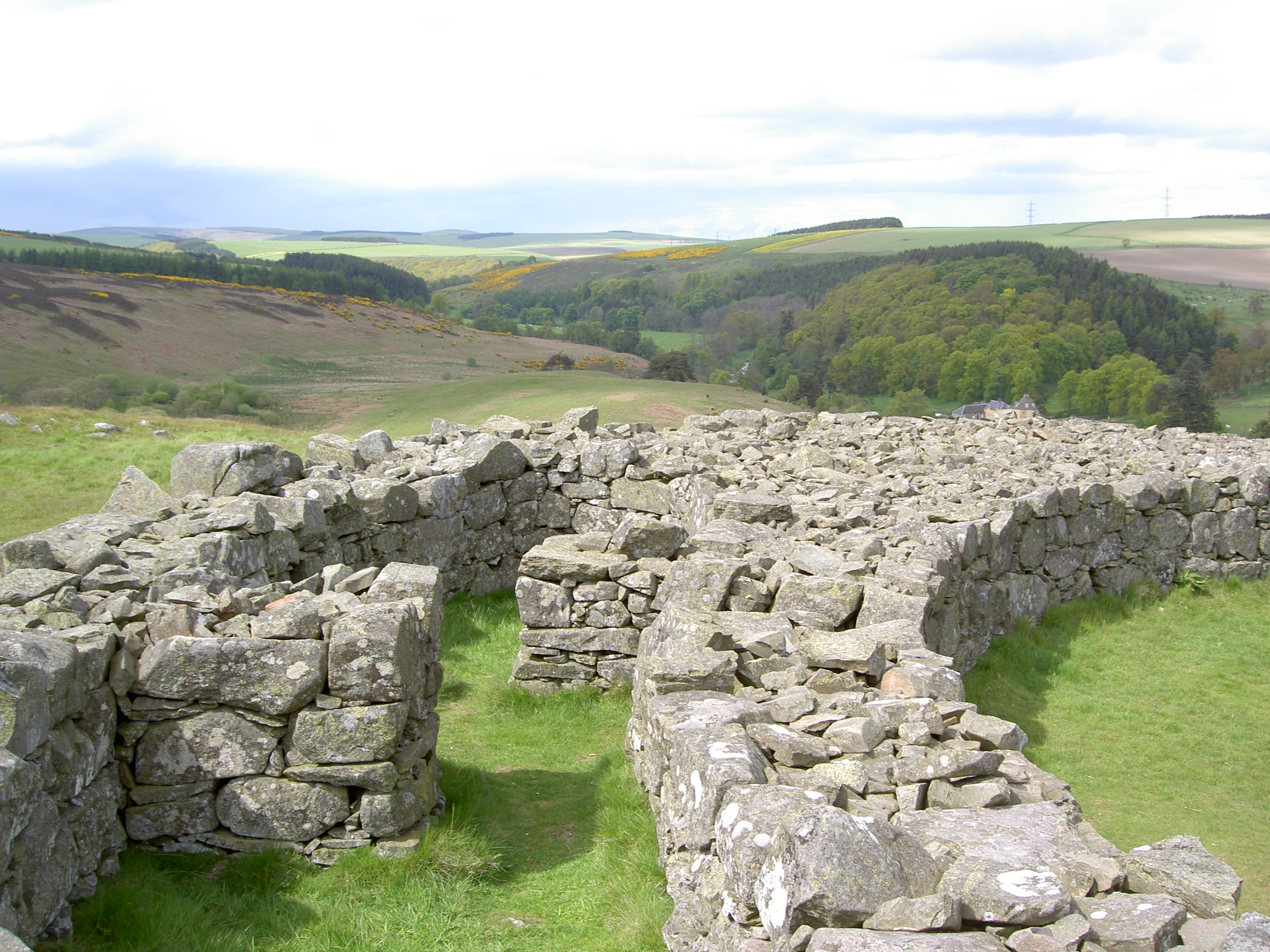
Broch Edin's Hall

V roce 2002 zmínili Ballin Smith a Banks "nedostatek prací o době železné na pevninském Skotsku", přičemž výzkum se soustředil na ostrovy na západě a severu. Tam rozptýlené moderní venkovské osídlení a omezené zemědělství umožňovaly relativně snadné nalezení a vykopávky staveb z doby železné (ty jsou však v mnoha případech ohroženy pobřežní erozí). Výsledkem je, že analýza společenských struktur na pevnině jižně od Skotské vysočiny je omezená.
V jižním Skotsku se nachází pozůstatky patnácti brochů, které pravděpodobně pocházejí z období těsně před nebo po Agricolově invazi. Tyto brochy se nacházejí na čtyřech místech: v údolí Forth, poblíž zálivu Firth of Tay, na dalekém jihozápadě a ve východním Scottish Borders. Jejich existence tak daleko od hlavních center výstavby brochů je poněkud nejasná. Broch Leckie mohl být zničen římskými útočníky, avšak, stejně jako na nedalekém místě Fairy Knowe u Buchlyvie, se zde našlo značné množství římských i domácích artefaktů. Obě stavby byly postaveny na konci 1. století a zjevně šlo o budovy vysokého statutu. Jejich obyvatelé chovali ovce, skot a prasata a využívali i bohatství divoké zvěře, včetně jelenů a divokých prasat. Zničení některých jižních brochů by mohlo být datováno do období Antoninova postupu, přičemž hypotéza naznačuje, že ať už byly nebo nebyly dříve symboly římské patronace, z římského pohledu již pozbyly svého významu.
Broch Edin's Hall v hrabství Berwickshire je nejlépe zachovaný broch ležící na jihu. Přestože jeho ruiny povrchově připomínají některé z větších vesnic s brochy na Orknejích, je nepravděpodobné, že by věž kdy měla více než jedno patro. Na tomto místě chybí římské artefakty. Bylo navrženo několik teorií vysvětlujících existenci těchto staveb, včetně možnosti, že je postavili severní útočníci po stažení římských jednotek po Agricolově postupu, nebo že jej postavili spojenci Říma, kteří byli povzbuzováni k napodobení působivého severního stylu s cílem potlačit domácí odpor.
Je však také možné, že jejich výstavba neměla s římskou pohraniční politikou nic společného a jednalo se pouze o import nového stylu jižní elitou. Alternativně mohlo jít o reakci těchto elit na rostoucí hrozbu Říma před invazí a snahu spojit se, symbolicky nebo skutečně, se severem, který zůstával převážně mimo římskou nadvládu.

## Zemědělství

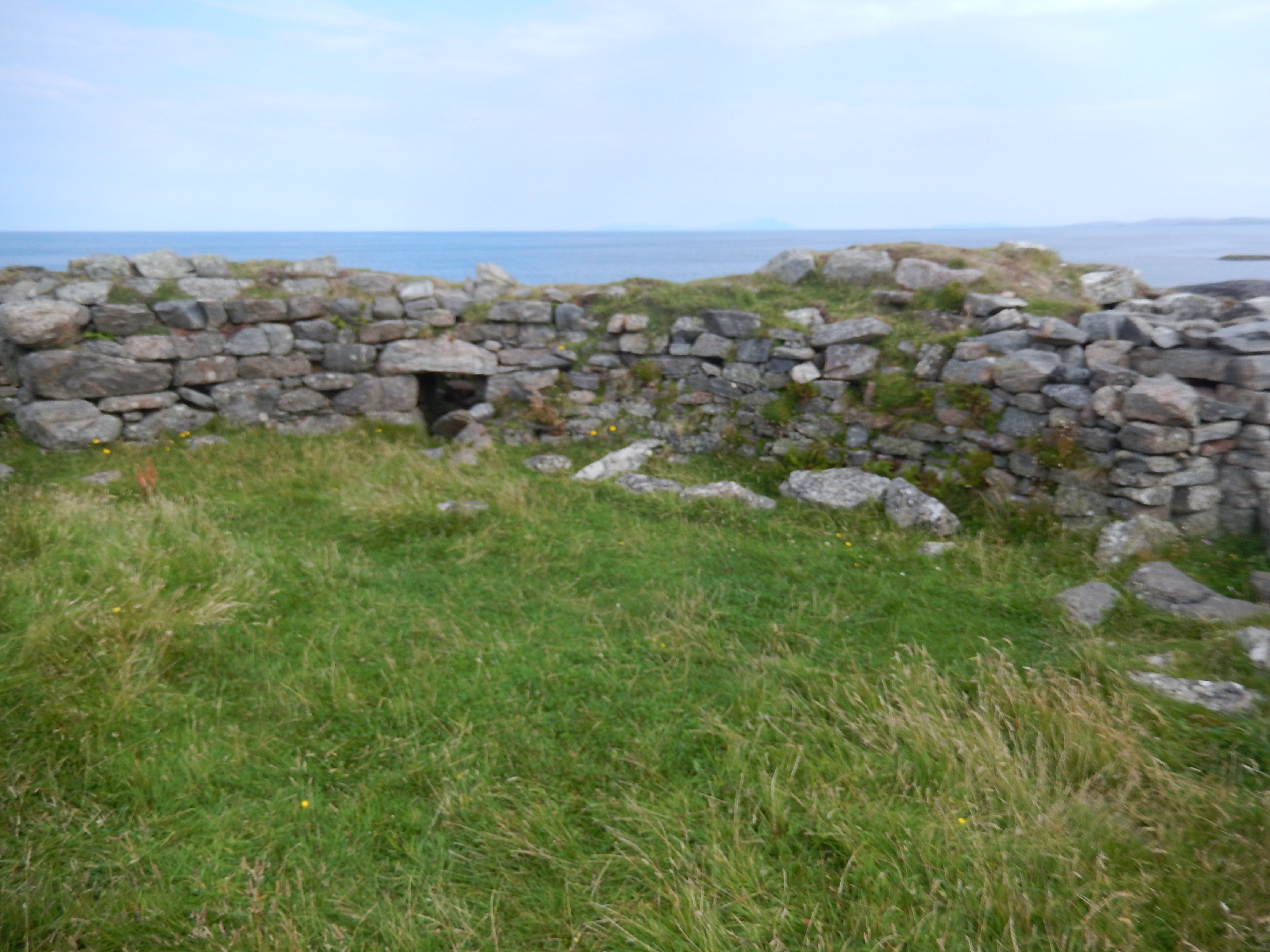
Broch Dun Mor Vaul, Tiree

Existují rozsáhlé důkazy o lovu, rybolovu, chytání ptáků a sběru potravy, jako jsou lískové oříšky, po celou dobu železnou. V pozdních 50. letech 20. století napsal C. M. Piggott, že v pozdní době železné byla severní Británie obývána "keltskými honáky a pastevci, neklidnými a nepředvídatelnými, pohybujícími se se svými zvířaty po drsných pastvinách a vřesovištích, kteří nikdy nemohli přijmout římský způsob života jako usedlí farmáři na jihu". Ačkoliv ovce a skot hrály během tohoto období klíčovou roli v místní ekonomice, následné archeologické nálezy na Severních ostrovech a Hebridách Piggotovu teorii zpochybnily. Důkazy z Orknejí a dalších oblastí ukazují, že dobytek byl v okolí brochových sídlišť využíván k produkci mléka, a na mnoha lokalitách se chovali i prasata. Mezi ně patří například broch Olds Scatness, kde byl v roce 1998 nalezen kamenný krb s vyobrazením divočáka. Jeleni jsou jedinými zvířaty, která se objevují na zdobené keramice na Hebridách a jelení kosti tvořily vysoký podíl nálezů na lokalitě Dun Mor Vaul na ostrově Tiree. Tento ostrov však nemohl podporovat velká stáda jelenů, což naznačuje, že využívání místních strojů ne vždy následovalo zřejmý vzorec.
Na několika lokalitách byly nalezeny důkazy o sušení a skladování obilovin, jako je ječmen a oves, a je možné, že výrazný nárůst pozůstatků domácích koček na těchto lokalitách byl způsoben jejich záměrným chovem z důvodu ochrany skladovaných zásob před hlodavci. Pěstování lnu se také objevuje v záznamech z pozdní doby železné. Relativní význam pěstování obilí oproti pastevectví je těžké odhadnout, avšak obraz naznačuje rostoucí intenzifikaci zemědělství v průběhu doby železné, zejména v období po zániku brochů. Existence systému "cord-rig" na vysočině rovněž naznačuje rozsáhlé obdělávání níže položených dobře odvodněných oblastí, ačkoli v celém Skotsku existuje jen velmi málo důkazů o vymezených polích.

## Náboženství

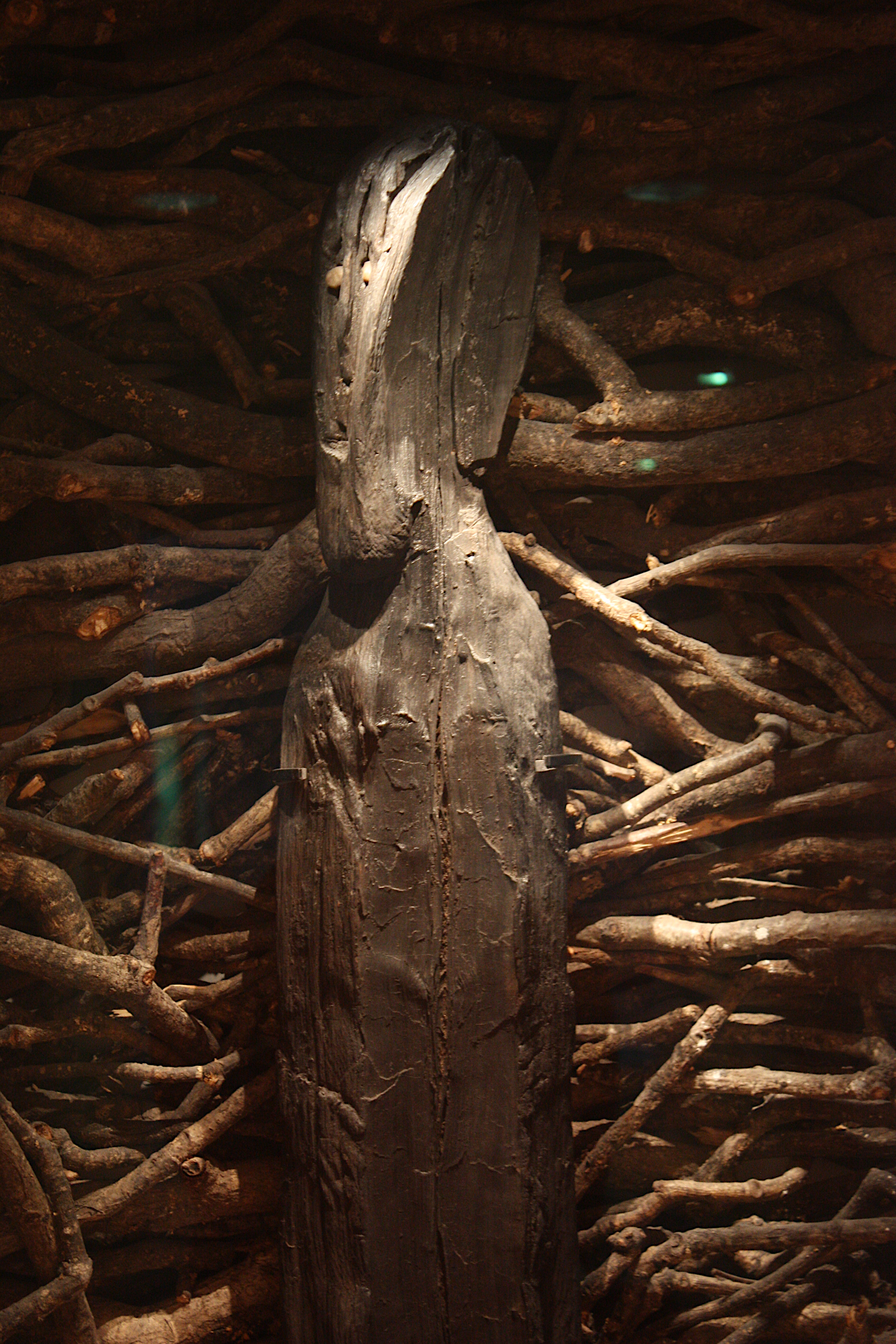
Postava z Ballachulish

Na rozdíl od dřívějších období neolitu a doby bronzové, která zanechala masivní monumenty určené k pohřbívání mrtvých, jsou pohřební lokality z doby železné až do římského a postřímského období ve Skotsku vzácné. Důvody této změny nejsou zcela jasné.
Několik nalezišť v oblasti Argyll naznačuje, že během tohoto období probíhalo pohřbívání v jeskyních. Například vykopávky v jeskyni Keil na mysu Mull of Kintyre odhalily důkazy o pohřbívání, práci se železem a o přítomnosti římské keramiky, přičemž činnost zde probíhala po delší dobu. Hrob nalezený v roce 2008 v Dunbaru, ve kterém byly objeveny zbraně, poskytuje náhled na kulturu tohoto období. Podobné naleziště v Alloa, které se nachází v sousedství pohřebiště z doby bronzové, bylo předběžně datováno do období mezi 200 př. n. l. až 200 n. l. Postava z Ballachulish v životní velikosti, která byla vyřezaná z olše s očima z křemenných oblázků byla nalezena pod proutěnou konstrukcí pod vrstvou rašeliny v Ballachulish. Vysoký stupeň zachování naznačuje, že byla úmyslně ponořena a mohla souviset s "ukončením funkce nějaké svatyně".
Římský vliv napomohl šíření křesťanství po celé Evropě, avšak existuje jen málo důkazů o přímém propojení mezi Římskou říší a křesťanskými misemi na sever od Hadriánova valu. Tradičně je za prvního aktivního biskupa ve Skotsku považován Ninian. Beda se o něm krátce zmiňuje a uvádí, že v 5. století založil své sídlo ve Whithornu na jihozápadě Skotska, kde postavil kamenný kostel známý jako Candida Casa.
V polovině 6. století založil svatý Kolumba klášter na ostrově Iona v gaelském království Dál Riata a sepsal "Pravidla pro mnichy" a "Pravidla společného života". Vliv Iony byl značný. Měla úzké vazby na Irsko a síť klášterních lokalit na západě Skotska, včetně Applecrossu, Tiree, Lismore, Eiggu a Hinbu. Kolumbova role bývá vykládána jako strategická, poskytující důležité spojení mezi světskými a církevními mocenskými centry.
Méně známý je piktský klášter v Portmahomacku na východním pobřeží, který byl založen na konci 7. nebo na začátku 8. století. Možná existoval v širším rituálním prostředí, jak naznačují monumentální piktské křížové desky v Nigg, Cadboll a Clach a' Charridh v Shandwicku. Předcházel mu "elitní statek", který mohl zahrnovat řemeslné centrum, ale během raného vikinského období byl zničen.
Pozdější útoky severských nájezdníků na křesťanské osady nebyly bezprecedentní. V 6. století byla Tiree napadena piktskými silami, ostrov Tory u pobřeží Donegalu byl na počátku 7. století přepaden "loďstvem" a Donnán z Eiggu a jeho 52 společníků byli na Eiggu v roce 617 zavražděni Pikty. Ó Corráin poznamenává, že jedna vikinská akce v Irsku byla "zcela normální vojenská kampaň za irských podmínek, kdy plenění kostelů bylo integrální součástí válečných konfliktů, nikoliv novým zločinem rychle se naučeným od Vikingů".

## Umění a technologie
Torrská koňská přilba s rohy, datovaná přibližně do roku 200 př. n. l. a vytvořená v laténském stylu, patří mezi relativně malou skupinu elitních kovových artefaktů z doby železné, které byly ve Skotsku objeveny. Byla nalezena poblíž Castle Douglas a motivy na ní vykazují určitou podobnost s pochvami na meče nalezenými v hrabství Antrim v Irsku a s artefakty arraské kultury, která obývala severní Anglii.
Stirlingské torquesy tvoří depot sestávající ze čtyř zlatých torquesů, datovaných do období mezi 300 až 100 př. n. l., který byl úmyslně zakopaný. Byl nalezen v roce 2009 hledačem kovů na poli poblíž Blair Drummondu.
Ceremoniální deskfordský karnyx byl nalezen u Deskfordu v roce 1816. Tento nástroj, vyrobený téměř celý z mosazi, se dochoval pouze v podobě hlavy kance. Na základě metalurgických analýz jej Skotské muzeum datuje přibližně mezi roky 80 až 250 n. l., přičemž poznamenává, že se jednalo o lokálně vyrobený předmět ("specificky skotskou variantu") odlišnou od známých kontinentálních karnyxů.
Piktské symbolické kameny představují dosud neobjasněný jev datovaný do doby železné. Jedná se o monumentální kameny s opakujícími se symboly, jako jsou dvojité disky a obrazy zvířat, například Burgheadští býci nebo Piktská bestie. Jejich původní účel zůstává nejasný.
Kobylka lyry nalezená v jeskyni High Pasture na ostrově Skye je nejstarším nálezem strunného hudebního nástroje v západní Evropě.
Podobně jako v uměleckých dílech lze i ve vývoji technologií ve Skotsku pozorovat vlivy z jiných částí severozápadní Evropy. Například žernovy byly ve Skotsku zavedeny přibližně ve stejnou dobu jako jinde. Na druhé straně však neexistují žádné důkazy o používání hrnčířských kruhů nebo výrobě mincí před příchodem Římanů. Nálezy mincí jsou různorodé a zahrnují mince ražené v Řecku nebo římském Egyptě. Poklad z Belladrumu obsahoval stříbrné mince, což je charakteristický rys podobných nálezů na jižním pobřeží zálivu Moray Firth.
Rašelinné železo, které je ve vrchovinách Skotska hojně rozšířené, tvořilo klíčový zdroj pro rané zpracování kovů. Důkazy z Poolewe naznačují, že použití neželezných kovů začalo už na počátku doby železné, a to i na místech vzdálených od zdrojů těchto surovin.

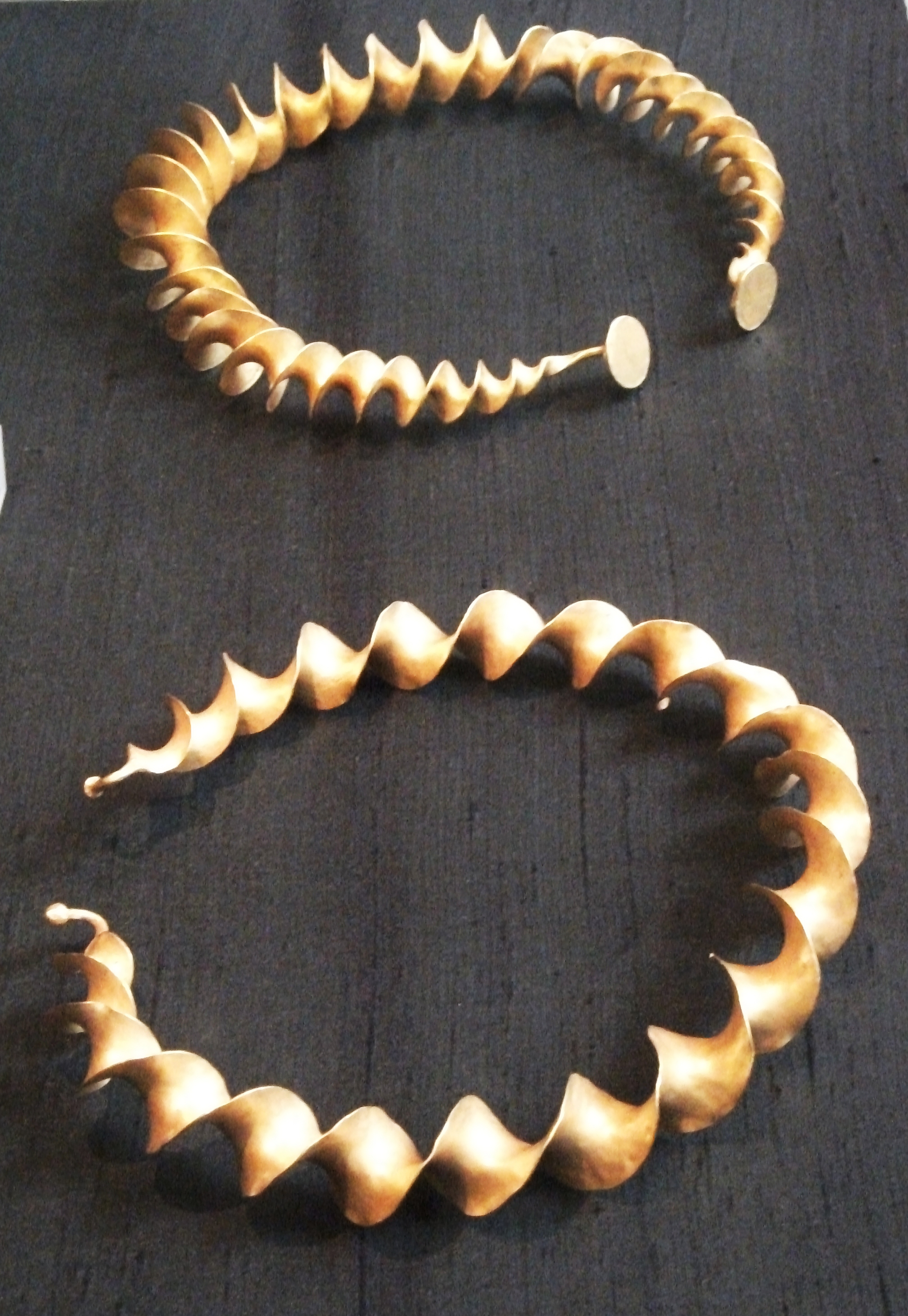
Stirlingský depot
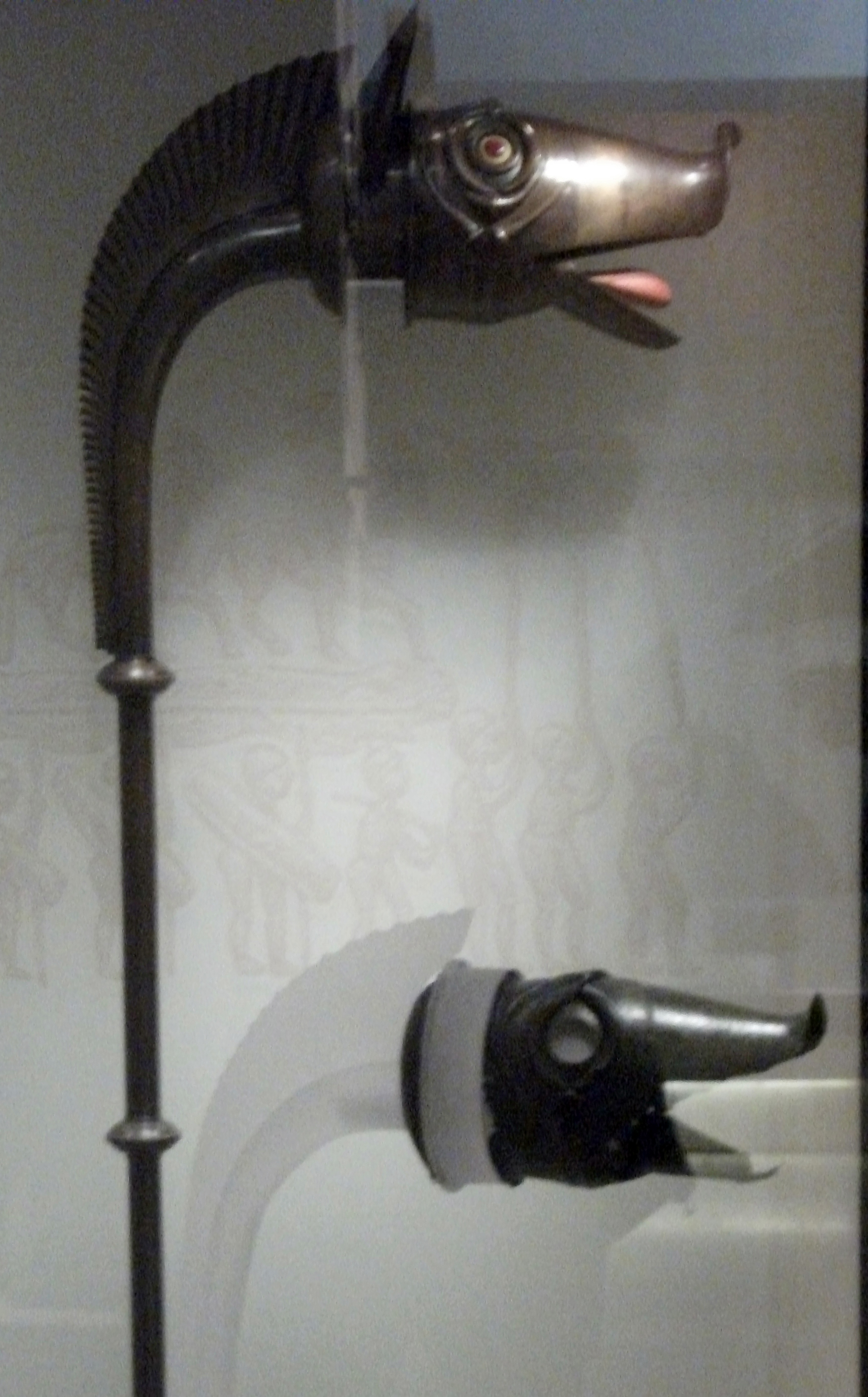
Zbytky karnyxu
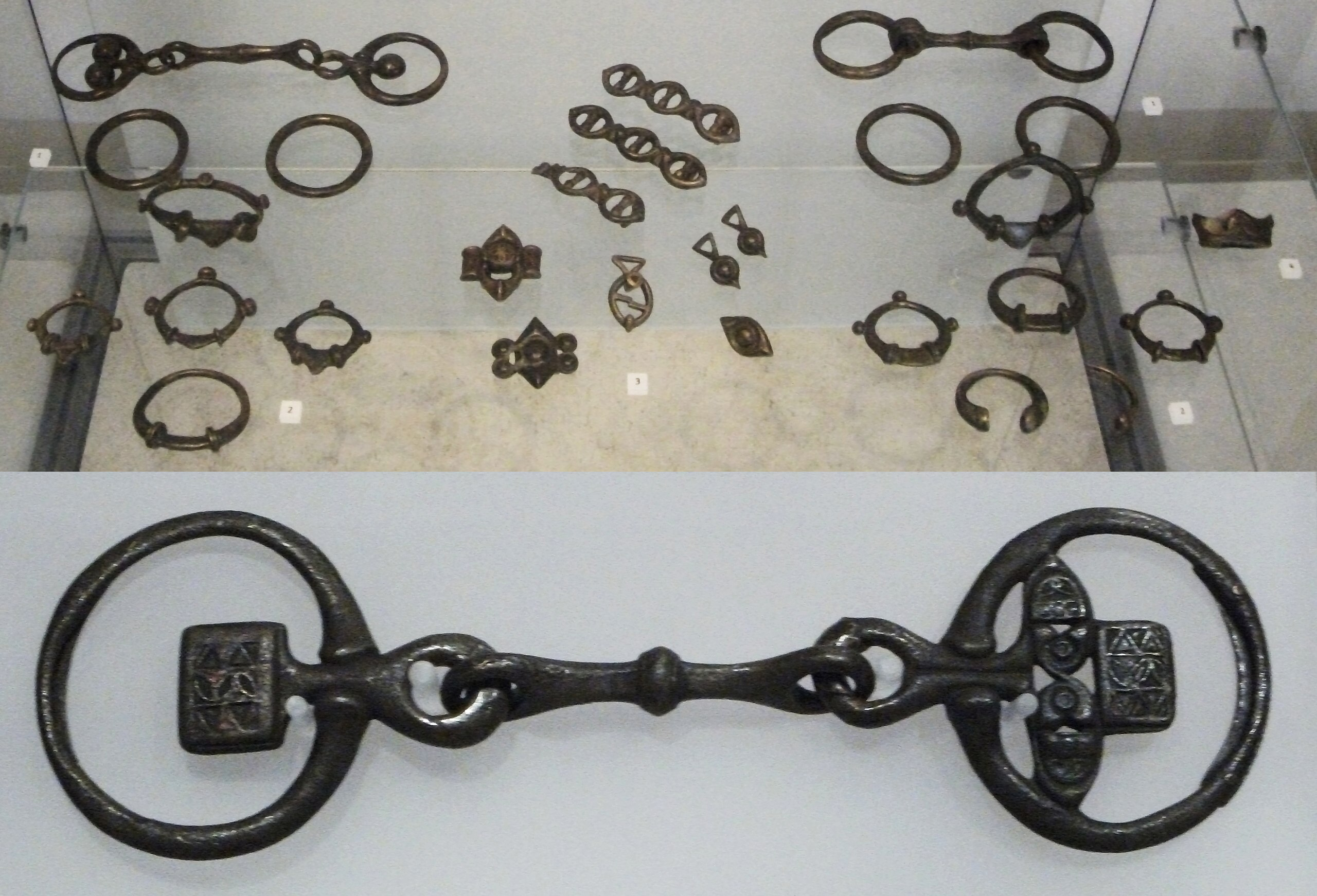
Části koňského postroje
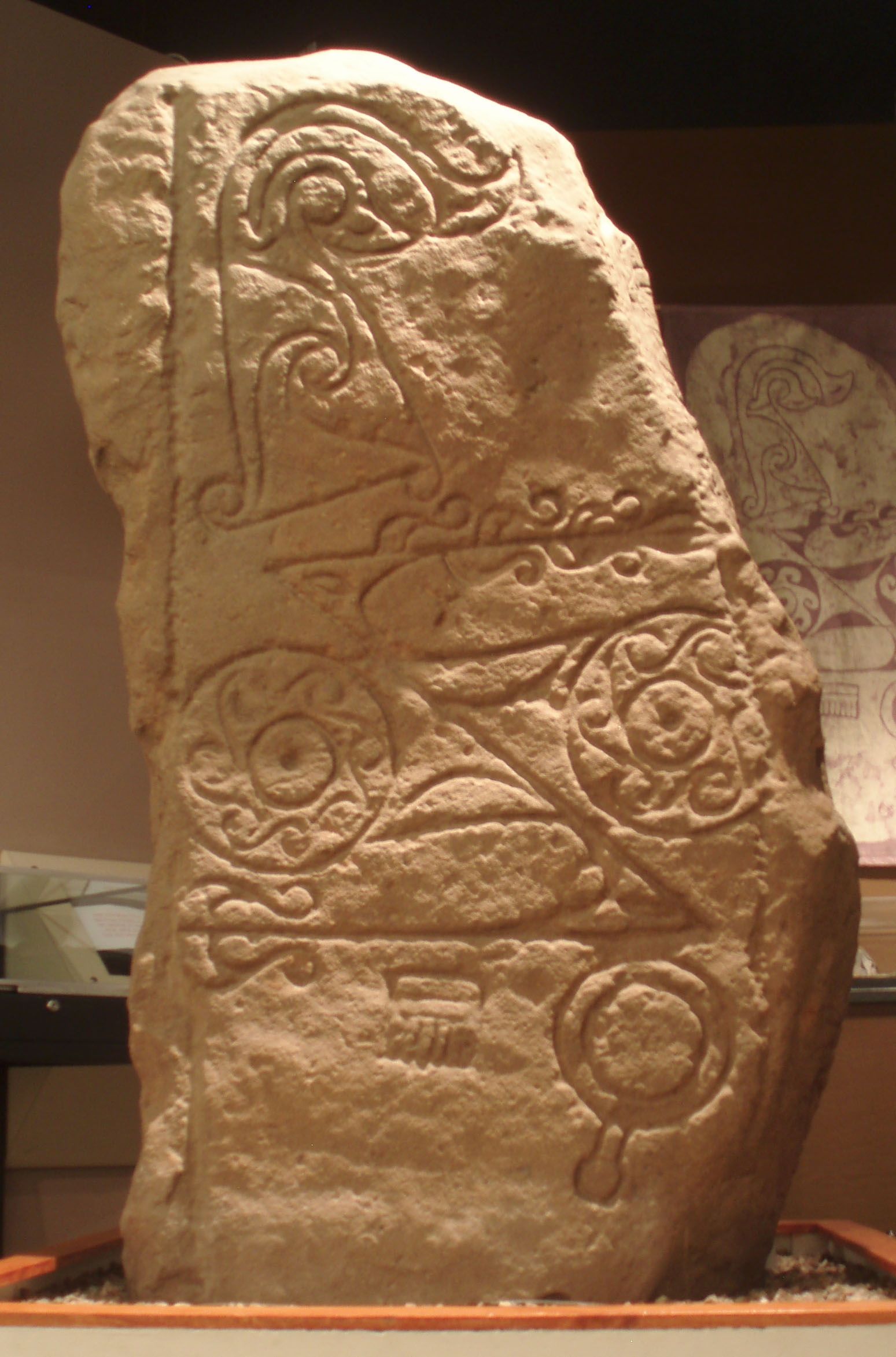
Dunnichenský kámen

## Římské období (71–211)

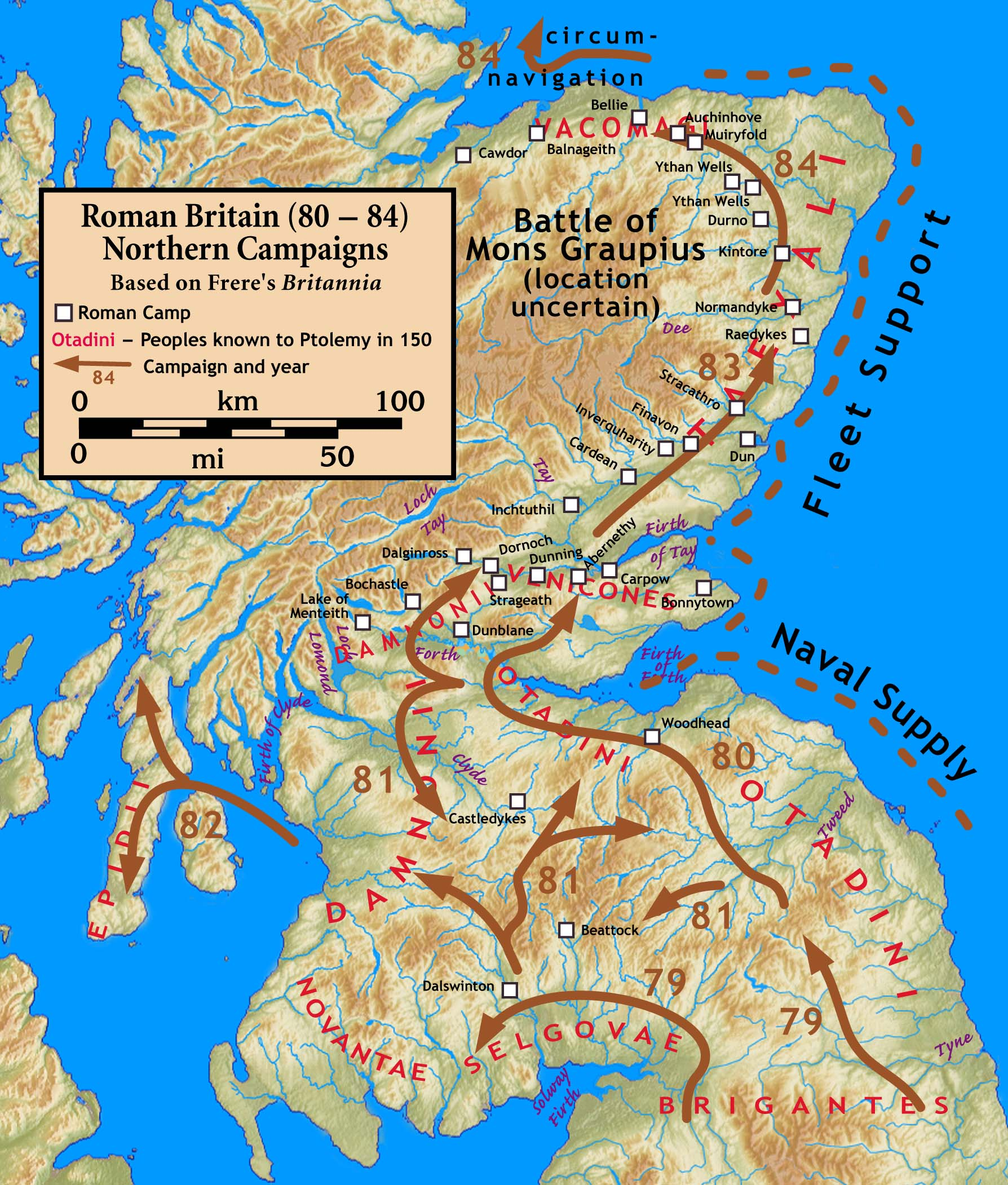
Římské tažení ve Skotsku v 80. letech 1. století

Kolem roku 71 n. l. zahájil římský guvernér Cerialis invazi do Skotska. Votadini, kteří obývali jihovýchod Skotska, se dostali pod římskou nadvládu již v rané fázi. Cerialis vyslal jednu legii na sever přes jejich území až k břehům zálivu Firth of Forth. Druhá legie zvolila západní cestu přes Annandale, aby obklíčila a izolovala Selgovae, kteří obývali centrální část Jihoskotské vysočiny.
V roce 78 n. l. dorazil do Británie Agricola jakožto nový guvernér. Posunul své jednotky na sever a začal budovat linii pevností (tzv. Glenblockerské pevnosti) vedoucí na sever a západ od hřebenu Gask Ridge, který tvořil hranici mezi Venicones na jihu a Kaledonci na severu. V létě roku 84 n. l. čelily jeho legie spojeným silám Kaledonců v bitvě u Mons Graupius, jejíž přesné místo není známo. Podle Tacita přivedl Agricola 17 až 30 tisíc vojáků proti nepříteli se srovnatelnou početní silou.
Po rozhodném vítězství nařídil Agricola prefektovi svého loďstva obeplout severní část Skotska, aby potvrdil, že Británie je ostrov. Bylo prohlášeno, že Agricola konečně podrobil všechny kmeny Británie. Podél jižních břehů zálivu Moray Firth mohly být postaveny dočasné vojenské tábory, ačkoliv jejich existence je zpochybňována. Pravděpodobně v důsledku římského postupu byly znovu obsazeny různé vrcholové pevnosti, například Dun Mor v Perthsiru, které byly místními lidmi již dávno předtím opuštěny. Na severovýchodě mohly být dokonce nové pevnosti vybudovány, například Hill O'Christ's kirk v Aberdeenshiru.

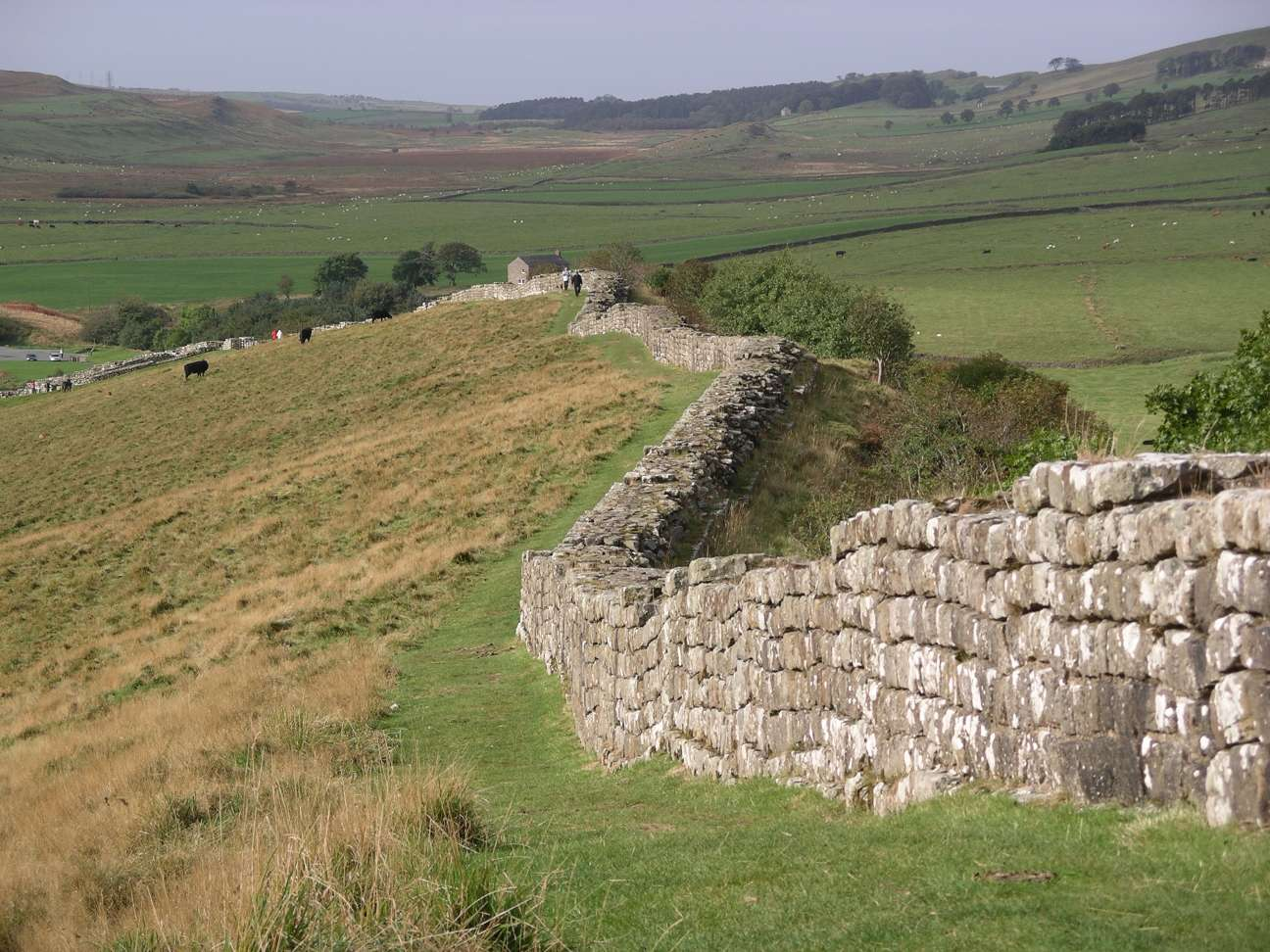
Část Hadriánova valu nedaleko Greenheadu v Northumberlandu

Brzy po oznámení svého vítězství byl Agricola císařem Domitianem povolán zpět do Říma. Jeho nástupce v Británii není znám. Pevnost v Inchtuthilu, kterou nechal Agricola vybudovat, byla rozebrána ještě před svým dokončením a další opevnění na Gask Ridge byla opuštěna během několika let. Do roku 87 n. l. se římská okupace omezila na Jihoskotskou vysočinu a na konci 1. století se severní hranice římské expanze ustálila na silnici Stanegate ležící mezi řekou Tyne a zálivem Solway Firth.
Výstavba Hadriánova valu, dlouhého 118 km, byla zahájena na počátku 20. let 2. století z rozkazu císaře Hadriána. Tím byla upevněna římská obranná linie podél osy Tyne-Solway, kde zůstala přibližně až do roku 139. Tento val byl kamennou a travnatou zpevněnou stavbou postavenou napříč dnešní severní Anglií. Dosahoval výšky odhadem 4 a více metrů a byl natolik široký, že na vrcholu valu bylo možné chodit.

### Antoniův val a Severova tažení
Quintus Lollius Urbicus byl v roce 138 císařem Antoninem Piem jmenován guvernérem Římské Británie. Antoninus Pius brzy obrátil politiku svého předchůdce Hadriána a nařídil Urbicovi zahájit znovu dobývání Lowlands. Jeho celková síla mohla činit přibližně 16500 mužů a byly vydány pamětní mince oslavující vítězství v Británii.
Následně byla zahájena výstavba nového limitu mezi zálivy Firth of Forth a Firth of Clyde. Dochovaly se pozůstatky Antoninova valu, který byl obrannou linií postavenou z trávy a hlíny, a dosahoval výšky přibližně 7 metrů, a to včetně dřevěné palisády. Na valu se nacházelo osmnáct pevností. Výstavba byla dokončena po roce 139 a val se táhl v délce 60 km.
Poté se Urbicus zaměřil na Novanty, kteří obývali poloostrov Dumfries a Galloway. Hlavní nížinné kmeny, které byly mezi Hadriánovým kamenným valem na jihu a novým travnatým valem na severu, vytvořily později konfederaci proti římské nadvládě, známou jako Maeatae. Urbicus dosáhl působivé řady vojenských úspěchů, ale stejně jako u Agricoly byly tyto úspěchy krátkodobé. Po dvanácti letech výstavby byl Antoninův val přemožen a opuštěn krátce po roce 160.
Římská hranice se opět vrátila k Hadriánovu valu. V roce 209 byl císař Septimus Severus podle svých slov vyprovokován agresivitou Maeatů ke svému tažení. Severus vpadl do Kaledonie s armádou o síle možná přesahující 40 tisíc mužů. Do roku 210 slavil Severus značné úspěchy, ale jeho kampaň byla přerušena, když onemocněl a v roce 211 zemřel v Eboracumu. Římané se už nikdy takto hluboko do Kaledonie neprobojovali a brzy se natrvalo stáhli na jih k Hadriánovu valu.

### Římský vliv
Vojenská přítomnost Říma na většině území Skotska trvala v podstatě jen něco málo přes 40 let a celkově maximálně 80 let. Podle moderních odhadů se předpokládá, že nikdy nebyla pod římskou kontrolou ani polovina skotské pevniny.
I když šlo spíše o sérii relativně krátkých vojenských okupací, římská říše byla nekompromisní a brutální při dosahování svých cílů. Rozsáhlá analýza Black Loch ve Fife naznačuje, že obdělávaná půda se rozšiřovala na úkor lesů přibližně od roku 2000 př. n. l. až do římského tažení v 1. století n. l. Poté následovala po dobu pěti století obnova bříz, dubů a lísek, což naznačuje, že invaze měly velmi negativní dopad na původní obyvatelstvo v této oblasti. Situace mimo římská území je těžší k posouzení, ale dlouhodobý vliv Říma mohl být minimální. Celkově je těžké zaznamenat jakékoliv přímé spojení mezi původní architekturou a vzory osídlení a římským vlivem. Na jiných místech Evropy vznikla nová království a jazyky z pozůstatků kdysi mocného římského světa. Ve Skotsku mohla římská přítomnost destabilizovat některé z předchozích mocenských struktur a možná "pomohla urychlit přechod od kmenových organizací ke královstvím", ale keltský způsob života doby železné, často ohrožovaný, ale nikdy zcela Římany nezničený, se znovu prosadil.

## Pozdní doba laténská

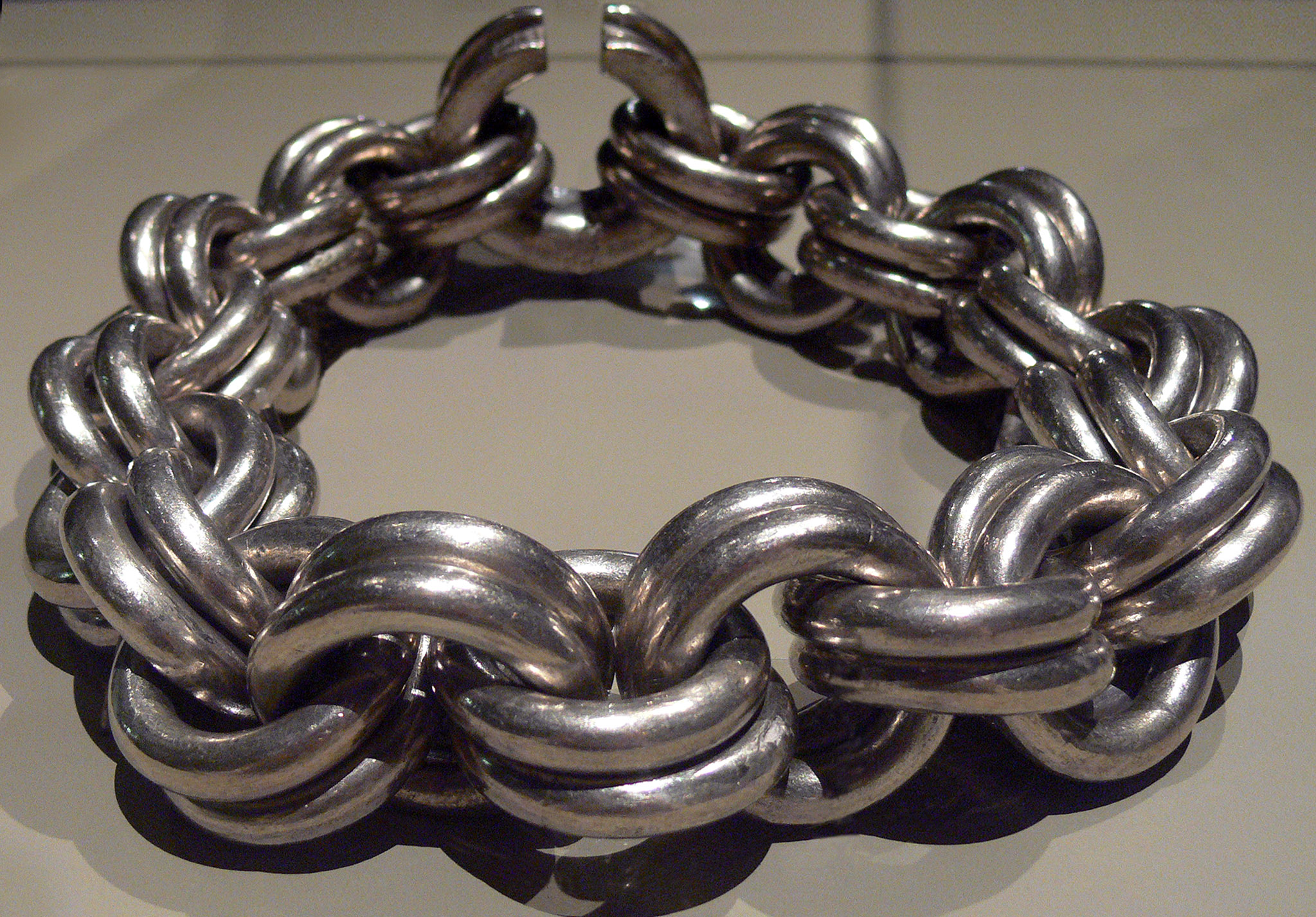
Stříbrný piktský torques

Přerušovaná římská přítomnost ve Skotsku se shodovala s vynořením Piktů. Jednalo se o konfederaci kmenů, které žily na sever od Forth a Clyde od římského období až do 10. století. Často se předpokládá, že byli potomky Kaledonců, i když důkazy pro toto spojení jsou nepřímé a název, kterým se Piktové sami nazývali, není znám. Gaelové z Dál Riata nazývali Pikty Cruithne a irští básníci je vykreslovali jako velmi podobné sobě.
Technologie každodenního života není dobře zdokumentována, ale archeologické důkazy například ukazují, že práce s drahými kovy byla rozšířená a že dřevěné haly byly používány na širokém území již v 7. století. Ačkoliv byly postaveny v dřívějších dobách, brochy, kruhové domy a crannogy zůstaly v používání i během a po období Piktů.
Vztah Piktů k Římu se zdá být méně otevřeně nepřátelský než u Kaledonců, alespoň tedy zpočátku. Už se nekonaly velké bitvy a konflikt byl většinou omezen na nájezdy z obou stran hranice. Jak římská moc slábla, Piktové se stali odvážnějšími. Ozbrojené skupiny podnikly nájezdy na jih od Hadriánova valu v letech 342, 360 a 365 a účastnily se Velké konspirace v roce 367 v Attacotti. Římané se bránili a v roce 369 vedli tažení vedené Theodosiem. Další kampaň Římanů byla vedena v roce 384, ale obě dosáhly pouze krátkodobých úspěchů. Římané se plně stáhli z Británie v roce 410 a už se nikdy nevrátili.
Když se doba železná chýlila ve Skotsku ke konci, Piktové i nadále zůstali hlavní silou na severu. Hebridy byly nominálně pod piktskou kontrolou, i když historické záznamy jsou řídké. Hunter uvádí, že ve vztahu k piktskému králi Brideimu I. v 6. století: "Pokud jde o Shetlandy, Orkneje, Skye a Západní ostrovy, jejich obyvatelé, z nichž se většina v té době zdá být piktského původu, pravděpodobně považovali Brideiho za poměrně vzdálenou autoritu".
Na konci 5. století zůstaly nezávislé království Votadinů na jihovýchodě, jejichž hlavní město bylo na místě pozdějšího Edinburského hradu, a Damnonii na západě, kteří nakonec vytvořili Království Strathclyde se sídlem v Alt Clutu.
Dál Riata se stala gaelským královstvím na západním pobřeží Skotska a v severovýchodním Irsku na počátku nebo v polovině 6. století. Postupně začali soupeřit s Pikty o kontrolu nad severem a "stali se kolébkou budoucího skotského království".
První kontakt Seveřanů se Skotskem rozhodně předcházel prvním písemným záznamům z 8. století, i když jeho povaha a frekvence jsou neznámé. Archeologický výzkum v Norwicku na ostrově Unst v Shetlandách ukazuje, že se tam usadili skandinávští osadníci, možná už v polovině 7. století, což odpovídá datům vikingské úrovně na Old Scatness. Od roku 793 jsou zaznamenávány opakované nájezdy Vikingů na Britské ostrovy. "Všechny britské ostrovy" byly zpustošeny v roce 794 a Iona byla v letech 802 a 806 vypleněna. Orkneje a Shetlandy byly kolonizovány jako první, následovaly Hebridy a významné části západního pobřeží poté, co se velké části Skotska staly skandinávskými. Termínové hranice doby železné ve Skotsku jsou "nevyhnutelně nepřesné", přicházejí dříve na jihu než na severu, ale s rostoucím vlivem Dál Riata nad Pikty na západě a Skandinávců na severu se doba železná přiblížila svému konci.